# Сант-Анна-Аррезі
Сант-Анна-Аррезі (італ. Sant'Anna Arresi, сард. Sant'Anna Arresi) — муніципалітет в Італії, у регіоні Сардинія, провінція Карбонія-Іглезіас.
Сант-Анна-Аррезі розташований на відстані близько 460 км на південний захід від Рима, 50 км на південний захід від Кальярі, 21 км на південний схід від Карбонії, 37 км на південь від Іглезіас.
Населення — 2729 осіб (2014).

## Демографія
Населення за роками:

Станом на 1 січня 2023 року в муніципалітеті офіційно проживали 52 іноземці з 17 країн, серед них 31 громадянин країн Євросоюзу та 1 громадянин України.

## Сусідні муніципалітети
- Мазаїнас
- Теулада